# 源潭舖戰鬥
源潭舖戰鬥發生於1938年6月15日，地點則是在中國皖西太湖一帶。是抗日戰爭主要戰鬥之一，交戰一方為守軍之國民革命軍，另一方則為日軍。